# Асоциалност
Асоциалност се отнася до липсата на мотивация за участие в социално общуване или това е предпочитание към самотни, усамотени занимания. Асоциалността е различна, макар да не е взаимно изключваща се с антисоциалното поведение, като за второто се приема активна мизантропия или антагонизъм към другите хора или обществото като цяло, особено обществения ред (специфична характеристика на антисоциалното поведение). Определено ниво на асоциалност се наблюдава при интровертите, като крайната форма на асоциалност се наблюдава при хора с различни клинични картини / състояния в психиатрията и в тези случаи се възприема за поведенчески симптом .
Все пак асоциалността не винаги има негативни характеристики, в някои случаи това е част от монашеската традиция, например в Християнството, Будизма и Суфизма.